# Helsingfors Sjukhus Nickby
Helsingfors Sjukhus Nickby var ett mentalsjukhus beläget i Nickby, Sibbo. Det ägdes av Helsingfors stad och var verksamt mellan 1914 och 1999.